# میخائیل هفتم
میخائیل هفتم با عنوان کامل میخائیل هفتم دوکاس ملقب به میخائیل هفتم پاراپیناکِس، (به یونانی: Μιχαήλ Ζ΄ Δούκας, Mikhaēl VII Doukas) (به انگلیسی: Michael VII Doukas) (زادهٔ ۱۰۵۰ — درگذشتهٔ ۱۰۹۰) امپراتور روم شرقی (بیزانس) از ۱۰۷۱ تا ۱۰۷۸ بود و سیاست‌های او به فتح آسیای کوچک توسط ترکان شتاب بخشید.

## زندگینامه
میخائیل پسر ارشد امپراتور کنستانتین دهم دوکاس بود. کنستانتین دهم در ۲۱ مه ۱۰۶۷ درگذشت و میخائیل که ۱۷ ساله بود، علی‌رغم آنکه می‌توانست به‌تنهایی حکومت را در دست گیرد علاقهٔ کمی به این موضوع نشان داد و در نتیجه مادرش اودوکیا و عمویش ژان دوکاس به‌عنوان نایب‌السلطنهٔ او امور را در دست گرفته و در این کار بسیار توانا نشان دادند. با این حال اودوکیا که شرایط نظامی و سیاسی امپراتوری را خطرناک می‌دید در ژانویه ۱۰۶۸ با یکی از فرماندهان نظامی بیزانس به نام رومانوس دیوژنه ازدواج کرد و او در همان ماه با عنوان رومانوس چهارم و به عنوان امپراتور مشترک تاجگذاری نمود.
رومانوس سپس وارد جنگ با ترکان سلجوقی شد اما در نبرد ملازگرد که در نزدیکی ملازگرد در ارمنستان بیزانس (ترکیه امروزی) در ۱۰۷۱ روی داد از نیروهای آلپ ارسلان شکست خورد و به اسارت آنان درآمد. پس از این اتفاق میخائیل هفتم به عنوان تنها امپراتور وقت روم شرقی قدرت را در ۲۴ اکتبر همان سال در دست گرفت. چندی بعد یکی از مزودوران نورمن به نام راسل دو بایلیو سر به شورش برداشت و تلاش نمود تا پادشاهی مستقلی را در آسیای صغیر به‌وجود آورد. امپراتوری بیزانس برای سرکوب این شورش از ترک‌ها یاری خواست و بدین ترتیب، کار ترکان برای فتح آسیای صغیر و بنیان‌گذاری سلطان‌نشین روم را تسهیل نمود.
میخائیل هفتم در دوران حکومتش تحت نفوذ شدید وزیر دارایی خود نیکه‌فوریتزس قرار داشت و او در تلاش بود تا انحصاری دولتی را در زمینهٔ غلات به‌وجود آورد. ادامهٔ سیاست‌های او در این زمینه نه تنها به عصبانیت ملاکان بزرگ انجامید بلکه افزایش قیمت‌ها و نارضایتی مردم را نیز سبب شد. سرانجام اهالی قسطنطنیه سر به شورش برداشتند و دو فرماندهٔ رقیب به نام‌های نیکه‌فروس براینیوس و نیکه‌فروس بوتانیاتس که مدعی تاج و تخت امپراتوری شده بودند به سوی پایتخت لشکر کشیدند.
میخائیل هفتم در ۳۱ مارس ۱۰۷۸ از قدرت کناره‌گیری کرده و به کسوت یک راهب درآمد. او سپس به اسقف‌اعظمی افسس رسید و در حدود ۱۰۹۰ در قسطنطنیه درگذشت.